# آلت‌دوزی
آلت‌دوزی، انفیبولاسیون (به انگلیسی: Infibulation) در زنان (و کینودسم Kynodesme در مردان) به معنای بریدن لبه‌های خارجی آلت زنانه و دوختن فرج و در مردان به معنای فروکردن گیره‌ای در غلفه کیر است که این هر دو را به منظور عدم ارتکاب خودارضایی توسط فرد یا در مردان به سبب جلوگیری از بزرگ جلوه دادن کیر در زمان‌های گذشته انجام می‌داده‌اند و اکنون نیز در برخی نقاط دنیا نظیر آفریقا انجام می‌دهند.

## در زنان

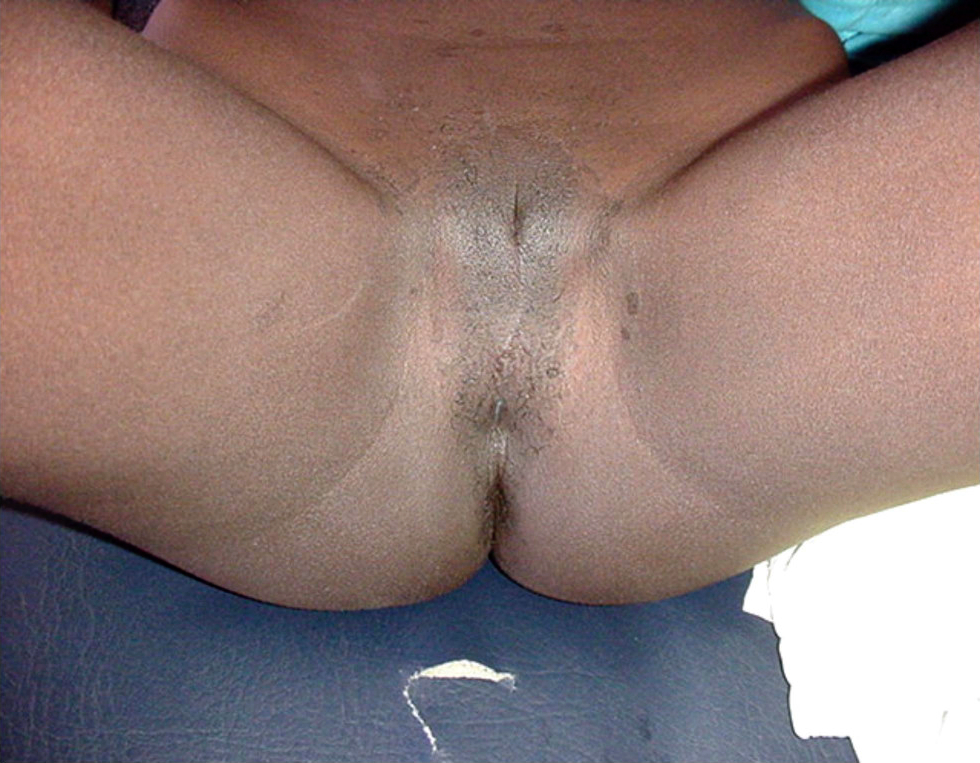
فرج یک بیمار زن ۲۱ ساله سودانی ختنه شده. عنوان "مرد کاریوتیپ" برای یک زن که بلوغ دیررس دارد توصیف می شود.

بریدن آلت زنانه (معروف به نوع ۳ و در آفریقا معروف به ختنه فرعونی) توسط سازمان بهداشت جهانی به عنوان برداشتن لبه کوچک و لبه بزرگ و بخیه زدن کس تعریف شده‌است. هم‌اکنون این کار بیش‌تر در شمال شرقی آفریقا، به ویژه جیبوتی، اریتره، اتیوپی، سومالی و سودان صورت می‌پذیرد.
پس از انجام عمل، دیواره‌ای از پوسته و گوشت، ورودی مهبل را احاطه می‌کند. پیش از جوش خوردن کامل زخم ناشی از عمل، سوراخ کوچکی در کس ایجاد می‌کنند تا ادرار و خون قاعدگی امکان خروج از بدن زن را داشته باشد. معمولاً در این عمل، کلیتوریس نیز برداشته می‌شود. پس از عمل و به منظور نقاحت، پاهای فرد را دو تا چهار هفته به هم می‌بندند تا زخم جوش بخورد.
در زمان ازدواج، کس زنی که این عمل بر روی وی انجام گرفته، توسط کیر شوهر یا توسط چاقو باز می‌شود و در زمان زاییدن نیز سوارخ را عمیق‌تر می‌کنند و پس از آن دوباره آن را می‌بندند که به آن «آلت‌دوزی دوباره» نیز می‌گویند. این عمل سبب دردهای شدید مزمن، اختلالات ادراری، عدم باروری، دشواری زایش، فیستول زایمانی و خونریزی منجر به مرگ می‌شود.

## در مردان
در مردان این عمل با قرار دادن گیره‌ای در غلفه کیر صورت می‌گیرد. در یونان باستان، ورزشکاران، خوانندگان و دیگر نمایش‌دهندگاه برای عموم از یک گیره برای بستن غلفه کیر بهره می‌برده‌اند و کیر را توسط آن به یک سمت می‌کشاندند که این عمل را kynodesme به معنای تحت‌الفظی «گره سگی» می‌گفته‌اند.

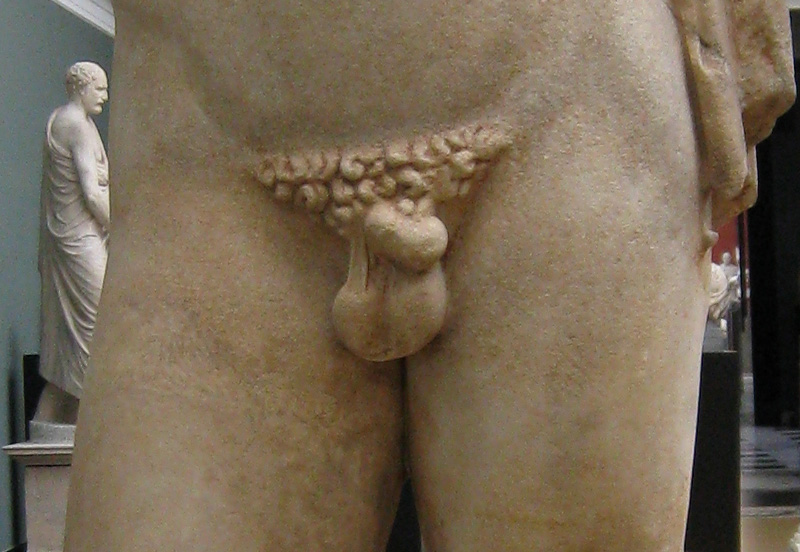
شاعر یونانی آناکرئون (۵۸۲–۲۸۵ پیش از میلاد)، در حال نمایش گره سگی.

این عمل در واقع به مثابه ریاضت و خویش‌تن‌داری در نظر گرفته می‌شد و گاهی نیز نشانه شرم و آزرم بوده‌است. در نمایش‌های هنری، نشان دادن کیر بزرگ و به ویژه سرنره بسیار زشت و زننده تلقی می‌شده‌است. در واقع فرد با بستن کیر خود توسط گیره یا بندی تلاش می‌کرد تا از خجالت و بی‌وقاری نشان دادن آلت تناسلی خود، کاری که تنها افراد پست جامعه نظیر بربرها و بردگان بدان اقدام می‌کردند، دوری کند؛ بنابراین این کار از نظر اخلاقی مورد توجه بوده‌است.

## مطالعه بیش‌تر
- علی آیا هیرسی. کافر، انتشارات فری پرس ۲۰۰۷. شابک ‎۹۷۸−۰−۷۴۳۲−۸۹۶۸−۹
- پیترز گای و لونفلز آلبرت بی. "آلت‌بری در شاخ آفریقا"، مجله پزشکی ایالت نیویورک، ۷۷(۶)، آوریل ۱۸۷۷ صص.  ۷۲۹–۷۳۱.
- وایتهورن جیمز؛ اویدجی آیونرینده؛ و سامانتا مین‌گی. "بریدن آلت تناسلی زنان: مفاهیم فرهنگی و فیزیولوژیک" روابط عاشقانه و سکس‌تراپی، ۱۷٫۲ (۲۰۰۲)، صص.  ۱۶۱–۱۷۰.